# Rottenmann
Rottenmann ist eine Bergstadt mit 4960 Einwohnern (Stand 1. Jänner 2025) im Bundesland Steiermark (Österreich). Die Stadt liegt in den Rottenmanner Tauern und im Paltental, von welchem Rottenmann der Hauptort ist. Auch ist Rottenmann die älteste Stadt des Bezirks Liezen, die siebentälteste der Steiermark und somit auch eine der ältesten Österreichs.
Die Stadt ist unter anderem für ihren historischen Altstadtkern und den Hauptfirmensitz der AHT (Austria Haustechnik) bekannt. Sehenswürdigkeiten sind die auf einem monumentalen Felsen thronende Burg Strechau im Gemeindegebiet der Nachbargemeinde Lassing, das Schloss Grünbühel, Schloss Thalhof, sowie „Das Schloss“ (ehemaliges Augustiner-Chorherrenstift) in der Altstadt. Der Kirchturm der Stadtpfarrkirche Rottenmann war eine Zeit lang der höchste der Steiermark.

## Geografie

### Geografische Lage
Der Stadtkern von Rottenmann liegt auf 681 m. Durch den Ort fließt die Palten. Rottenmann ist Namensgeber der Rottenmanner Tauern und der Hauptort des Paltentals. Im Rottenmanner Gemeindegebiet liegende Gipfel sind der Hausberg Stein am Mandl, Großer Bösenstein, Hochhaide, Moserspitz, Diewaldgupf, Seegupf, Dreistecken, das Plannereck und einige weitere in den Rottenmanner Tauern sowie das Dürrenschöberl und das Hubereck in den nördlich gelegenen Eisenerzer Alpen. Die Stadt liegt am westlichen Ende des Palten-Liesing-Tals und ist einer der drei Hauptorte.
Im Gemeindegebiet von Rottenmann entspringen zwei Flüsse: die Gulling, welche über das Gullingtal in die Enns fließt, und der Strechenbach, einer der größeren Nebenflüsse der Palten, welcher über das Tal der Strechen und die Rottenmanner Klamm ins Paltental fließt.
Die Fläche der Gemeinde beträgt 205,47 km² und ist somit flächenmäßig die zehntgrößte Gemeinde der Steiermark und die fünftgrößte des Bezirks Liezen. Das Gemeindegebiet von Rottenmann liegt in Seehöhen zwischen 622 m ü. A. und 2448 m ü. A. (Großer Bösenstein).
Rottenmann ist etwa zehn Kilometer von der Bezirkshauptstadt Liezen entfernt und nach Einwohnern die drittgrößte Stadt des Bezirks (nach Liezen und Schladming).

### Gemeindegliederung
Das Gemeindegebiet gliedert sich in 13 Ortschaften (in Klammern Einwohnerzahl Stand 1. Jänner 2025):
- Bärndorf (227) samt Äußerer Sonnberg, Hallweg und Innerer Sonnberg
- Boder (597)
- Bruckmühl (697)
- Büschendorf (218) samt Büschendorf-Zerstreute Häuser
- Edlach (71) samt Hinterberg, Poderer und Poierer
- Klamm (95)
- Oppenberg (215) samt Gulling, Rohrach, Vorberg und Winkel
- Rottenmann (2038) samt Burgtorsiedlung und Stadtwaldsiedlung
- Sankt Georgen (220) samt Sankt Georgen-Zerstreute Häuser, Scheibenboden und Schindlhof
- Singsdorf (166) samt Einöd, Gstatthof und Sand
- Strechau (186) samt Ameisbichler und Thalhof
- Strechen (6)
- Villmannsdorf (224) samt Goldbichl, Grünbichl und Villmannsdorf-Zerstreute Häuser

Die Gemeinde besteht aus sechs Katastralgemeinden (Fläche Stand 31. Dezember 2023):
- Bärndorf (1.194,18 ha)
- Büschendorf (145,35 ha)
- Edlach (736,72 ha)
- Oppenberg (9.284,96 ha)
- Rottenmann (8.017,24 ha)
- Singsdorf (1.168,34 ha)

### Eingemeindungen
- 1850: Sankt Georgen, Strechau und Strechen
- 1943: Villmannsdorf und Büschendorf
- 1974: Palten (Bärndorf, Singsdorf und Edlach)
- 2015: Oppenberg (im Rahmen der steiermärkischen Gemeindestrukturreform[4])

### Nachbargemeinden
Im Norden grenzt Rottenmann an Selzthal und Admont, im Osten an Trieben, im Südosten an Hohentauern (Bezirk Murtal), im Süden an Pölstal, im Südwesten an Irdning-Donnersbachtal und Aigen im Ennstal und im Westen an Lassing; sechs der acht Nachbargemeinden liegen im Bezirk Liezen.
| Lassing                | Selzthal                                    | Admont      |
| Aigen im Ennstal       | Kompassrose, die auf Nachbargemeinden zeigt | Trieben     |
| Irdning-Donnersbachtal | Pölstal                                     | Hohentauern |

## Geschichte
Aufgrund einer jahrtausendelangen Geschichte trägt Rottenmann den Beinamen „Tausendjährige Bergstadt“.

### Der Name Rottenmann
Rottenmann hatte ursprünglich vier Namen. An der Wand des Beratungssaales des Rathauses stehen vier Namen: Tartusana, Stiriate, Castra Montana und Cirminah.
Eine Erzählung besagt, dass es einen Drachentöter gab, dessen Kleidung durch das Blut des Drachen blutverschmiert war und der deshalb „Roter Mann“ genannt wurde. Wahrscheinlicher ist aber die Möglichkeit, dass der Name „Rottenmann“ nicht auf diese Sage zurückzuführen ist, sondern die Sage auf dem Ortsnamen basiert. Viel glaubwürdiger klingt die Erklärung, dass „Rottenmann“ normalerweise „Rotenman“ heißen sollte. Die Doppelschreibweise ist auf verschiedene Dichter und Schreiber zurückzuführen, die die Namen einfach mit Doppelbuchstaben verzierten. „Rotenman“ würde nämlich so viel wie „Die Grenze am Sumpf“ heißen. (Rot bedeutete damals Sumpf, man die Grenze.) Eine ziemlich glaubwürdige Erklärung, wenn man bedenkt, dass das gesamte Paltental nach dem Abschmelzen des Ennstaler Gletschers ein reines Sumpfgebiet war.
Dem Namen Rottenmann werden auf diese Weise mehrere Bedeutungen zugeschrieben. Einige sind auf mystische Überlegungen zurückzuführen, andere beruhen auf sprachlicher oder geschichtlicher Basis beziehungsweise alten Schreibweisen.
Für die These, dass es sich um die Farbe handelt, gibt es ein bekanntes Zitat von 1048: „prediolum Rotenmannun dictum … sclavonice etiam Cirminah nominatum“ (dt.: das Landgut Rottenmann… auf slawisch auch Cirminah genannt). Dies zeigt zum einen, dass Slawen mit Bajuwaren über Jahrhunderte in der gesamten Steiermark zusammenlebten, zum anderen ist es ein Nachweis, dass Rottenmann eine Übersetzung des slawischen Cirminah (črmljen = bei den Roten) ist. Es kann demnach sein, dass ein Ursiedler tatsächlich rotes Haar trug oder anderweitig mit der Farbe Rot in Verbindung stand.
Eine andere, einfache Erklärung wäre, den Namen auf eine Rodungstätigkeit, ein gerodetes Gebiet zurückzuführen.

### 10. bis 15. Jahrhundert
Um 927 wurde Rottenmann bereits in einem Tauschdokument, abgeschlossen zwischen dem Erzbischof von Salzburg und seinem Chorbischof Cotabert, erstmals urkundlich erwähnt.
Das ursprüngliche Rottenmann befand sich rund einen Kilometer weiter östlich im heutigen Ortsteil Sankt Georgen. Da dort auf Grund der geologischen Gegebenheiten (starke Versumpfung) eine weitere Ausdehnung der Siedlung nicht möglich war, wurde der heutige Ort von einem deutschen Städtebauer auf den Schuttabhängen des im Süden der Stadt gelegenen Hausberges „Stein am Mandl“ geplant.
Zum Schutze der Handelskaufleute, welche die stark frequentierte Salz- und Handelsstraße – früher Römerstraße – befuhren, wurde spätestens zu Anfang des 12. Jahrhunderts die Burg Rottenmann erbaut und mit Mauern und Gräben umgeben. Daraus entwickelte sich über die Jahre das heutige Rottenmann mit einer breiten Marktstraße (Marktplatz), von der rechtwinkelig schmale Gassen abzweigen.
Um 1266 wird die Stadtpfarrkirche St. Nikolaus zum ersten Mal erwähnt. Bis dahin nur als Filialkirche von Lassing. Am 25. Oktober 1279 hielt sich König Rudolf von Habsburg zum ersten Mal in Rottenmann auf und dürfte bei seinem Besuch die Stadterhebung durchgeführt haben, da ja in den Folgejahren Rottenmann in verschiedenen Urkunden immer wieder als Stadt bezeichnet wurde. Damit ist Rottenmann eine der ältesten Städte Österreichs. 1296 ist die älteste Nennung eines Stadtrichters vermerkt.
Rund um Rottenmann werden die heutigen Ortsteile Singsdorf und Strechau um 1080, Büschendorf um 1135, Bärndorf um 1150, Grünbühel um 1190, Villmannsdorf im Jahre 1296 und Goldbühel im 15. Jahrhundert erstmals genannt.
Nachdem Rottenmann schon im Jahre 1251 von salzburgischen Truppen besetzt worden war, passierte dies nochmals 1292, als sich der steirische Adelsbund – mit Salzburg und Bayern verbündet – gegen Herzog Albrecht I. empörte. Bald darauf (1320) wurde für die dem Landesfürsten bewiesene Treue das Stadtrecht bestätigt und gleichzeitig erhielt Rottenmann auch überaus wichtige und einträgliche Handels-, Markt- und Gerichtsfreiheiten; besonders das Recht der Eisen- und Salzniederlage und die hohen Einkünfte aus den nahen Silbergruben von Oppenberg und am Dietmannsberg machten die Rottenmanner Bürger rasch wohlhabend.

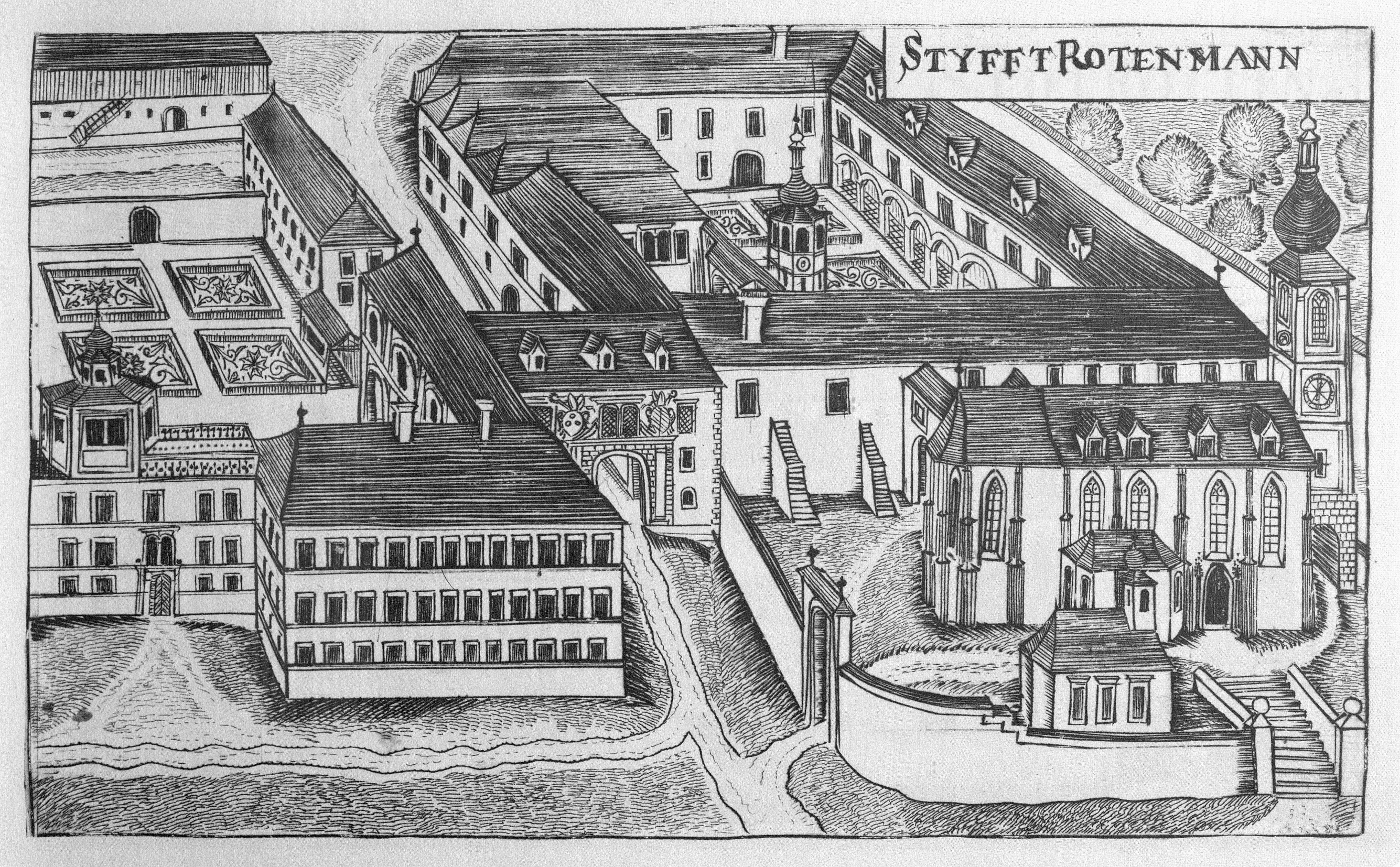
Stift Rottenmann,
Kupferstich M. Vischer um 1680

Im Jahre 1453 stiftete der Rottenmanner Bürger Wolfgang Dietz Geld für die Errichtung eines Klosters, nach Genehmigung durch Papst Calixt III. wurden Augustiner-Chorherren aus Wien nach Rottenmann gerufen. Dem Stift war jedoch keine wirklich große Zukunft beschert, vor allem in der Reformationszeit hatte es schwer zu leiden. Kaiser Joseph II. hob das Stift schließlich 1785 auf. Die Stiftsherrschaft Rottenmann wurde später von den Eisengewerken Pesendorfer erworben, später durch Max Ritter von Gutmann, der sie im Zuge des Anschlusses Österreichs an das Deutsche Reich an den Industriellen Flick weiterveräußerte.

### 16. bis 18. Jahrhundert
Das 16. Jahrhundert war geprägt von der Ausbreitung des Luthertums und den daraus resultierenden Auseinandersetzungen und Unruhen. Die Freiherren Hoffmann erwiesen sich als maßgebliche Förderer des neuen Glaubens und beherrschten bald das gesamte Paltental und Gebiete darüber hinaus. Im Zuge der nachfolgenden Gegenreformation wurde über Anweisung des Landesfürsten am 15. November 1599 eine Reformkommission nach Rottenmann entsandt – zwei Tage später war die erst zwanzig Jahre vorher erbaute evangelische Salvatorkirche in Schutt und Asche gelegt. Durch die Abwanderung lutherisch gesinnter zählte Rottenmann im Jahr 1612 nur mehr 116 Bürger, wobei man in dieser Zeit nur jene Bewohner als Bürger bezeichnete, die innerhalb der Stadtmauern einen Hausbesitz nachweisen konnten.

### 19. Jahrhundert

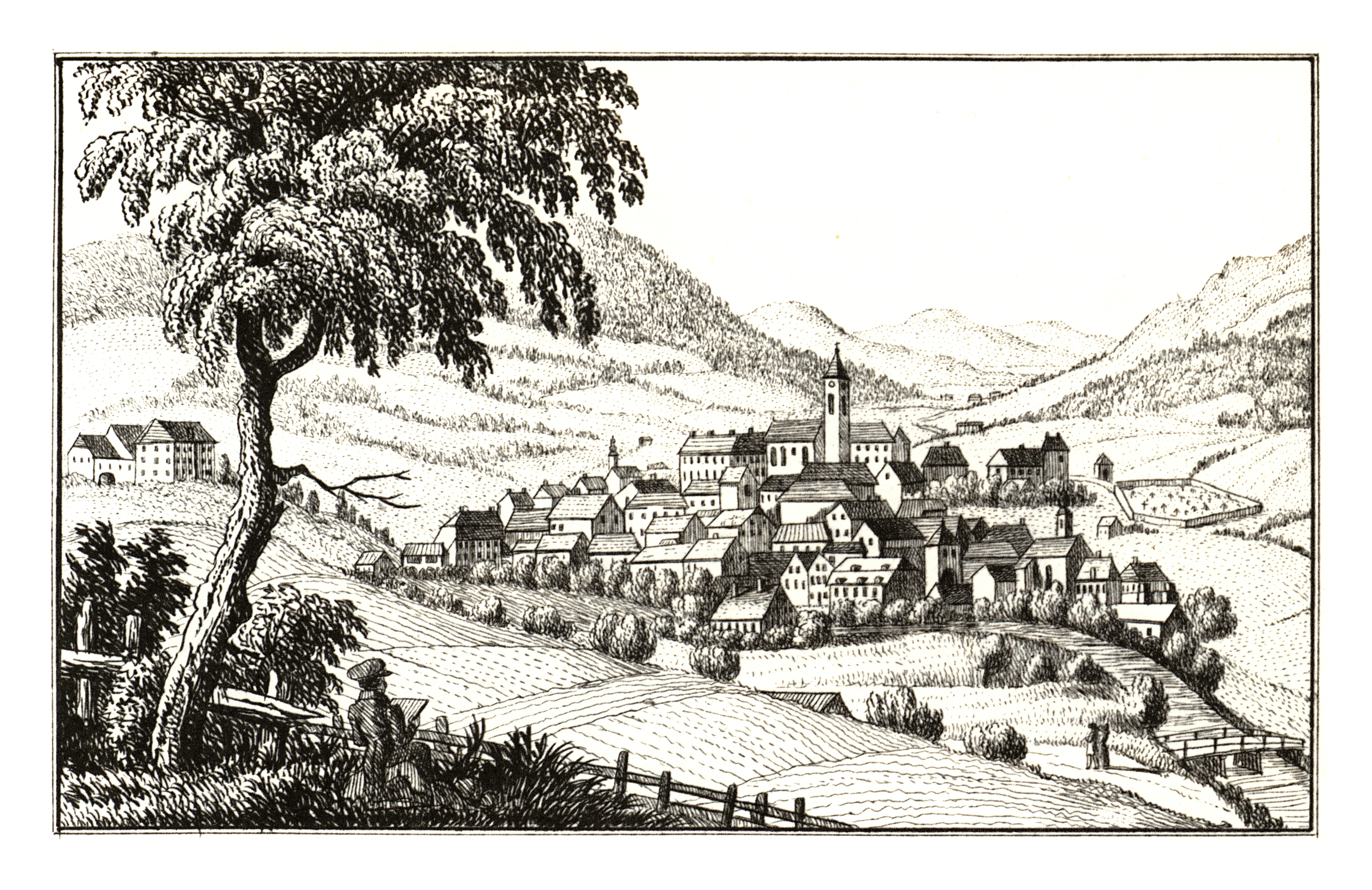
Rottenmann, S. Kölbl, lith. 1830

Nach der zweimaligen Besetzung der Stadt durch französische Truppen, die zu Hungersnöten und katastrophalen Zuständen führten, trat durch die Übernahme der Eisenverarbeitung durch Josef Pesendorfer im Jahre 1815 eine Besserung ein.
1892 übernahmen die Gebrüder Lapp die Eisenwerke in Rottenmann und modernisierten den Betrieb. Nach dem Zweiten Weltkrieg wurde das Werk als Paltenstahlwerk Rottenmann weitergeführt und schließlich vom deutschen Industriellen Bauknecht gekauft. Heute werden hier Kühlgeräte durch die AHT gefertigt.
Von 1849 bis 2002 gab es, nachdem Rottenmann durch Jahrhunderte eine eigene Gerichtsbarkeit hatte, das Bezirksgericht. 1850 erfolgte die Eingemeindung von St. Georgen, Strechau und Strechen.

### 20. Jahrhundert
In den Jahren von 1912 bis 1914 wurde das Rathaus vom Architekten Josef Hofbauer erbaut.
1943 erfolgte die Eingemeindung der Ortsteile Villmannsdorf und Büschendorf. Am 1. Jänner 1974 wurde die Gemeinde Palten mit den Ortsteilen Bärndorf, Edlach und Singsdorf mit der Stadtgemeinde Rottenmann vereinigt.

### 21. Jahrhundert
Zwischen 2000 und 2017 befand sich hier mit dem Universitätszentrum Rottenmann eine Außenstelle der TU Graz und der Johannes-Kepler-Universität in Linz. 2017 wurde beschlossen, das UZR zu schließen. Die Räumlichkeiten wurden von der Caritas-Lehranstalt für Sozialberufe übernommen. Der derzeitige Standort der Caritasschule in der Altstadt wird jedoch weiterhin geführt.

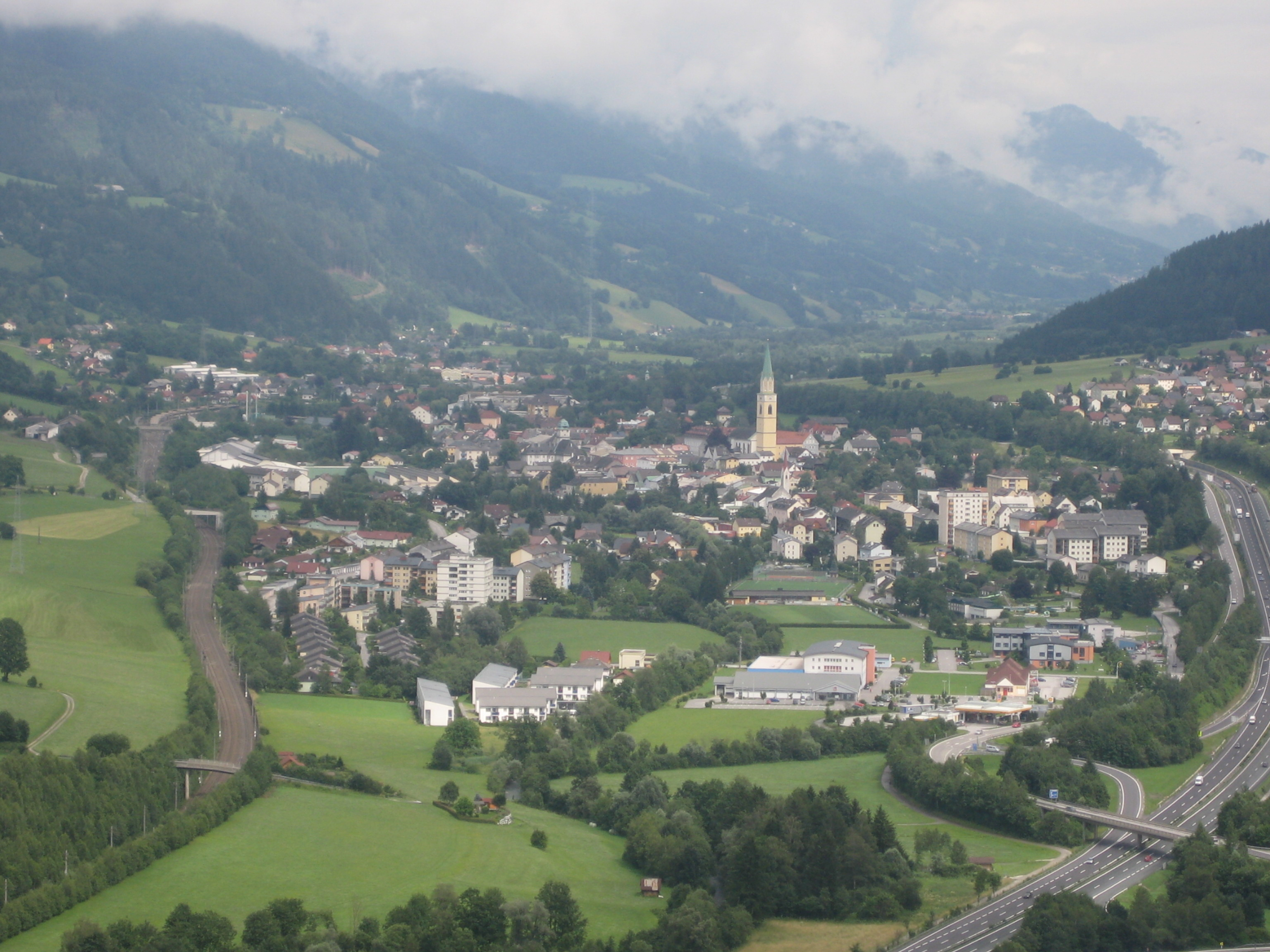
Rottenmann von der Burg Strechau gesehen

Am 1. Juli 2002 wurde der Gerichtsbezirk Rottenmann (bestehend aus den Gemeinden Gaishorn am See, Lassing, Oppenberg, Rottenmann, Selzthal, Treglwang und Trieben) aufgelöst und dem Gerichtsbezirk Liezen eingeordnet.
Im Sommer 2013 wurde ein Haus in der Innenstadt abgerissen, woraufhin einige Tage darauf die anliegende Wand des direkt angebauten Nachbarhauses Lindmayr teils einbrach. Seitdem klafft mitten in der Innenstadt ein Loch neben dem Rathaus. Am 3. Juli 2017 wurde nach fast vier Jahren eine Entscheidung getroffen, wie man das „Loch“ wieder richten würde. 2018 wurde mit dem Wiederaufbau der beiden Häuser begonnen.

## Kultur und Sehenswürdigkeiten
- Stadtbefestigung Rottenmann

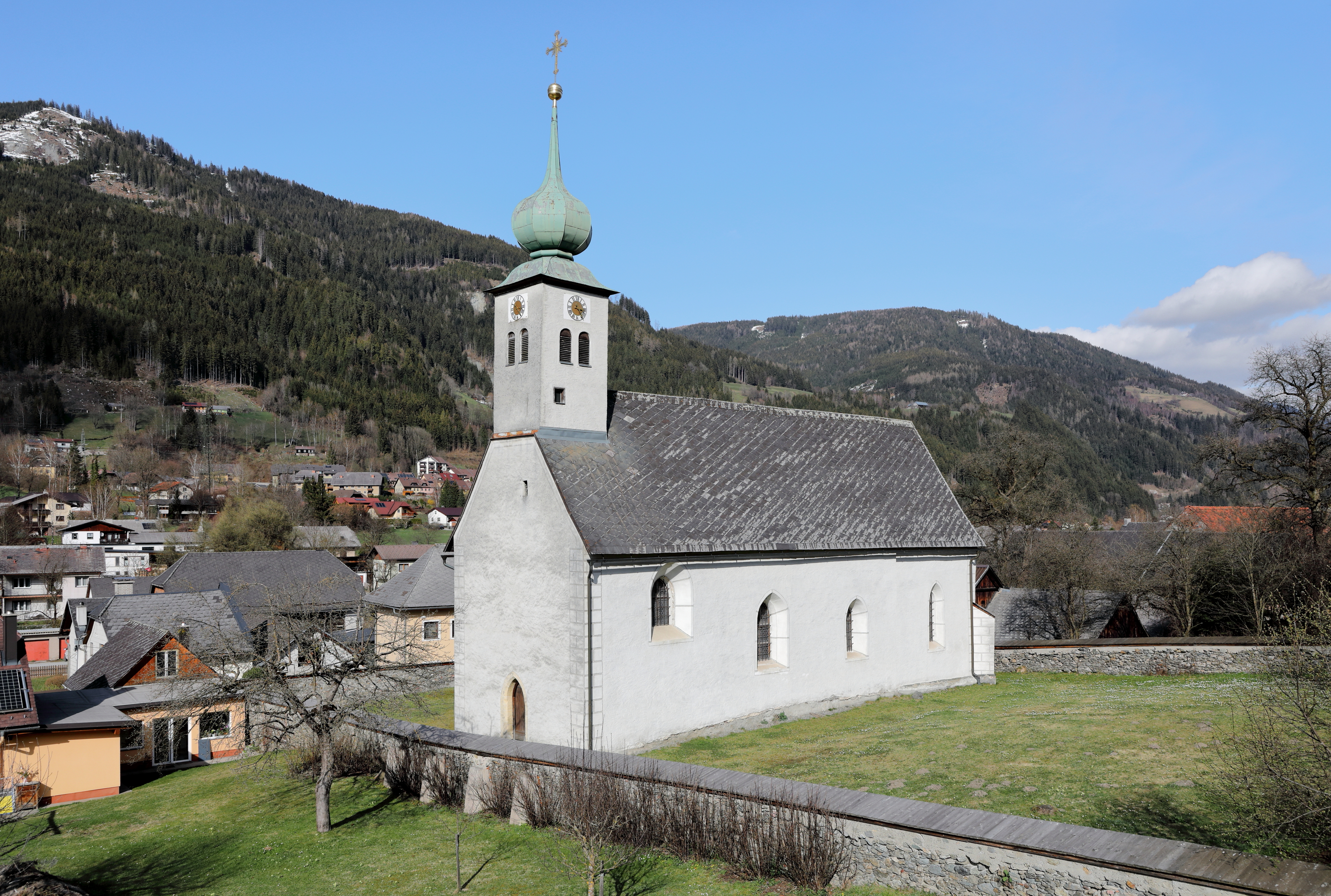
Filialkirche Alt-Rottenmann

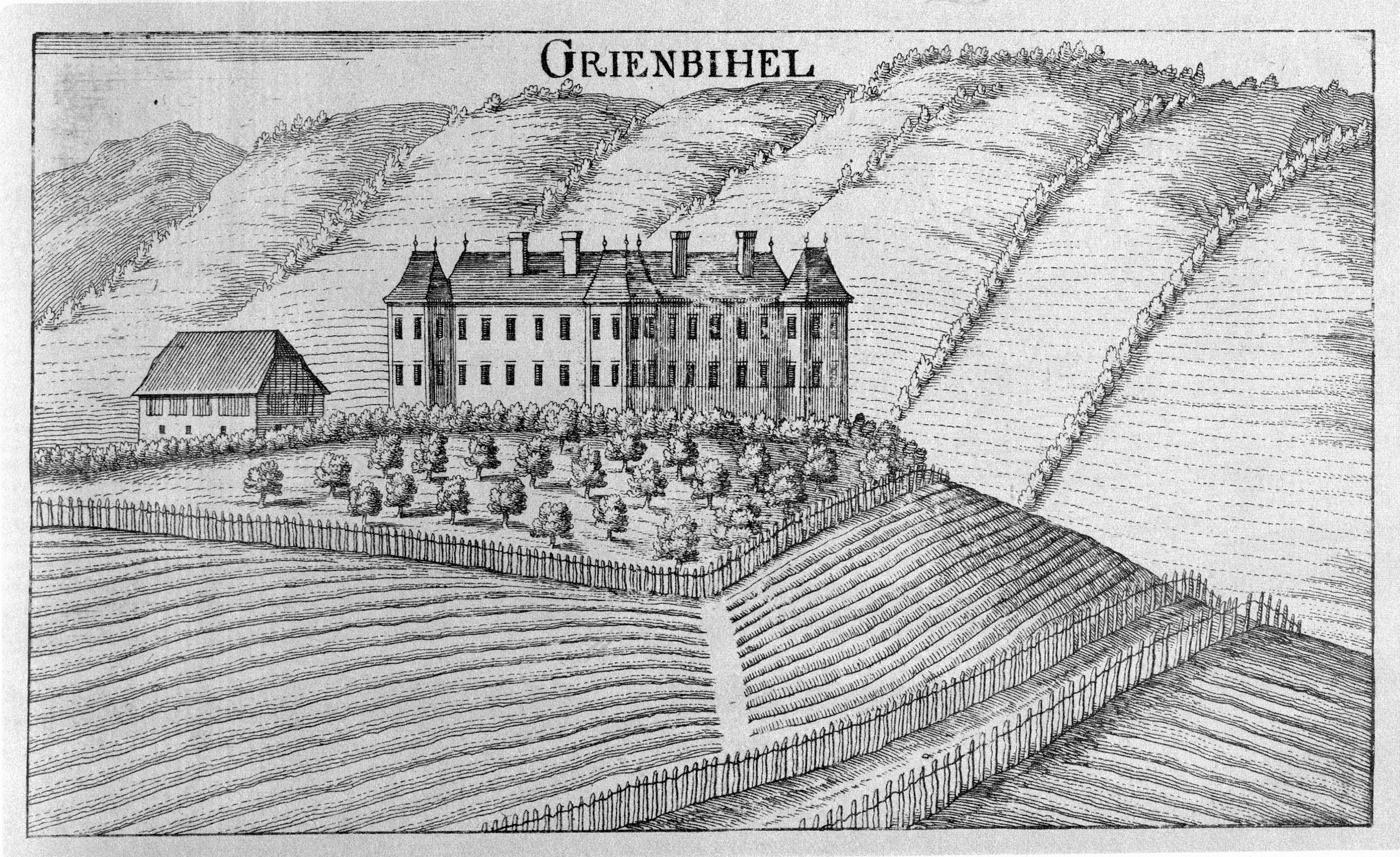
Schloss Grünbühel,
Kupferstich M. Vischer um 1680

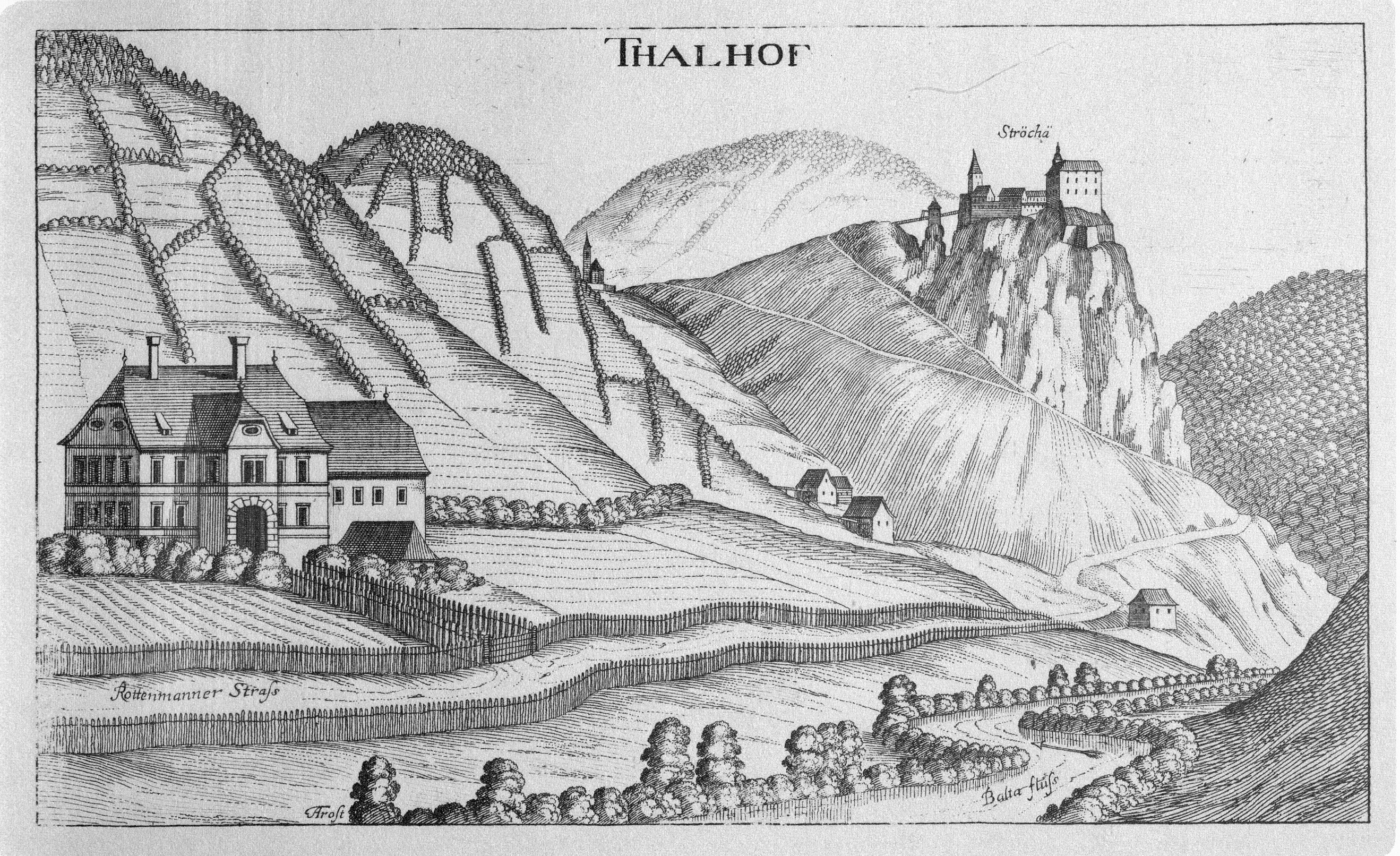
Schloss Thalhof bei Rottenmann, Kupferstich M. Vischer um 1680

- Schloss Grünbühel: Das Schloss Grünbühel, auch Schloss Grünbichl, liegt nördlich der Stadt Rottenmann im Ortsteil Villmannsdorf. Das Schloss ist ein düsterer langgestreckter Bau mit Eckrisaliten. Es gibt Räume mit Stuckdecken aus dem 17. Jahrhundert. Die Kapelle wurde am Ende des 17. Jahrhunderts erneuert.
- Katholische Filialkirche Alt-Rottenmann hl. Georg: Die Kirche von Sankt Georgen wurde 1042 als erste Rottenmanner Pfarrkirche (deshalb auch die Bezeichnung Alt-Rottenmann) im romanischen Stil errichtet. Neuerliche Weihe 1313 durch Bischof Heinrich von Gurk, nachdem sie von Türken und Tataren zerstört worden war. Weitgehende neuerliche Zerstörung im August 1480 durch die Türken, dann wieder aufgebaut. Gotisch vielleicht schon 1414, ein Fenster erinnert noch an den einst romanischen Stil. Am 13. Juni 1513 vom Chiemseer Bischof Berthold Pürstinger, der zu dieser Zeit unter anderem auch die Kirchen von Lassing und Gaishorn am See weihte, neuerlich geweiht. Der spätgotische Hochaltar wurde um 1520 von der Werkstätte des Lienhart Astl (Leonhard Aist) aus Gmunden geschaffen. Erwähnenswert ist auch das Orgelpositiv von 1722.

Bis in die 1950er Jahre war Sankt Georgen Ziel von Wallfahrern aus den Nachbarpfarren (belegt ist Lassing), die am Georgstag nach Rottenmann eine Prozession abhielten.
- Katholische Stadtpfarrkirche Rottenmann hl. Nikolaus: Errichtet wurde die erste Kirche in der ersten Hälfte des 13. Jahrhunderts durch die Stadt, finanziert aus den Einnahmen der Straßenmaut. Zu dieser Zeit noch als Filialkirche von Lassing genannt. 1439 wurde durch den Rottenmanner Bürger Wolfgang Dietz „viel Geld“ für einen Neubau der Kirche gespendet. 1480 wurde St. Nikolaus Propsteikirche des neu gestifteten Augustiner-Chorherren-Stiftes. Die heute Kirche wurde vom Kirchenbaumeister Christoff Marl gebaut. Wie viele Kirchen des Enns- und Paltentales weihte der Chiemseer Bischof Berthold Pürstinger (als Suffraganbischof für die Erzdiözese Salzburg tätig) am 12. Juni 1513 im Chorraum vier Altäre. Alle diese Altäre wurden in der Barockzeit durch zeitgenössische ersetzt.

Die ältesten Fresken in der Pfarrkirche stammen aus den Jahren 1509–1513. Alle Fresken wurden spätestens bei der Renovierung 1884 (Jahreszahl auf der Kanzel) übertüncht, bei der Renovierung 1953 wieder freigelegt.
Bemerkenswert ist auch die Kanzel aus Salzburger Rotmarmor, darauf das Propsteiwappen mit den drei Nikolauskugeln. Der barocke Schalldeckel wurde 1953 entfernt.
Erwähnenswert ist der spätgotische Betstuhl, der Kaiser Friedrich III. († 1493) und dessen Gemahlin Eleonore von Portugal, den Eltern von Kaiser Maximilian I., der oft in Rottenmann weilte, gewidmet ist.
An Grabsteinen finden sich in der Kirche unter anderem zwei von Angehörigen der Familie Hofmann von Grünbühel. Der linke Grabstein ist der eines Hofmann, der rechte jener der 1577 gestorbenen Rosina Hofmann, geb. von Polheim, zweite Gemahlin des Adam Hofmann. An der Außenmauer findet sich ein Grabstein der Familie Mosheim aus der Reformationszeit.
Beim großen Stadtbrand im April 1881 brannte der Kirchturm, der bis dahin ein zeltartiges Dach hatte (etwa 65 Meter hoch), durch den neugotischen Aufbau erreichte er danach eine Gesamthöhe von 87,8 Metern – gemessen vom Straßenniveau bis zur Kreuzspitze – und wurde so für kurze Zeit zum höchsten Kirchturm der Steiermark. Zehn Jahre später (1891) wurde er durch die Grazer Herz-Jesu Kirche mit 109,6 Meter abgelöst.
- Ehemaliges Stift Rottenmann der Augustiner-Chorherren
- Bürgerspitalskirche Maria am Rain: Erbaut zum 1536 von Johann Christoph von Rappach gestifteten Bürgerspital in der sogenannten „Salzburgr Vorstadt“. Ende des 19. Jahrhunderts mit einem neogotischen Turmhelm versehen.
- Katholische Pfarrkirche Oppenberg Mariä Geburt

## Wirtschaft und Infrastruktur

### Verkehr
- Bahn: Der Bahnhof Stadt Rottenmann liegt, als Fernbahnhof, ebenso wie der Betriebsbahnhof Rottenmann (ehemals auch für Personenverkehr), und dem aufgelassenen Haltepunkt Bärndorf-Büschendorf an einer Teilstrecke der Rudolfsbahn.
- Straße: Rottenmann liegt an der Pyhrnautobahn A 9 bzw. E 57 und der Schoberpassstraße B 113.

### Ansässige Unternehmen
Zwischen 2000 und 2017 war das Universitätszentrum Rottenmann ansässig. Bekannt war auch das Unternehmen JoWooD Productions. Der Hauptsitz des weltweiten Marktführers für Kühlgeräte AHT Cooling Systems befindet sich ebenfalls inmitten der Stadt, so wie viele kleinere Firmen.

### Öffentliche Einrichtungen
Bis zum Jahr 2002 gab es in Rottenmann das Bezirksgericht. Es wurde durch die Schaffung des Gerichtsbezirks Rottenmann im Jahr 1849 in Kraft gesetzt. Bis dahin hatte Rottenmann über Jahrhunderte hinweg eine eigene Gerichtsbarkeit. Im Juli 2002 wurde der Gerichtsbezirk aufgelöst und dem Gerichtsbezirk Liezen zugeteilt.
- LKH Rottenmann-Bad Aussee
- Pflegewohnhaus Rottenmann der Caritas der Diözese Graz-Seckau[9]

### Bildung
In der Stadtgemeinde Rottenmann gibt es einen Städtischen Kindergarten, einen Kindergarten im Landeskrankenhaus, je einen in Bärndorf und in Oppenberg, sowie eine Kinderkrippe. Volksschulen stehen in Rottenmann und Bärndorf zur Verfügung, sowie eine Mittelschule, ein Bildungszentrum des Berufsförderungsinstituts und eine HLW für Sozialmanagement, eine Fachschule für Sozialberufe, eine Schule für Sozialbetreuungsberufe (Bildungszentrum Nord der Caritas der Diözese Graz-Seckau). Ferner gibt es eine Polytechnische Zentralschule und zwei Musikschulen.

## Politik
Der Gemeinderat hat 25 Mitglieder.
- Nach den Gemeinderatswahlen in der Steiermark hatte der Gemeinderat folgende Verteilungen:
  - 2000: 16 SPÖ, 5 ÖVP und 4 FPÖ
  - 2005: 16 SPÖ, 6 ÖVP und 3 FPÖ[12]
  - 2010: 12 SPÖ, 6 Wir für Rottenmann – Unabhängige Liste H. Schaupensteiner, 5 ÖVP, 1 FPÖ und 1 Grüne[13]
  - 2015: 11 SPÖ, 7 ÖVP, 5 Liste WIR, 1 FPÖ und 1 Grüne[14]

Seit den Gemeinderatswahlen in der Steiermark 2020 hat der Gemeinderat folgende Verteilung:
13 ÖVP, 8 SPÖ, 3 WIR und 1 KPÖ

### Bürgermeister
- bis 2010 Ludwig Kopf (SPÖ)
- 2010–2013 Ewald Persch (SPÖ)
- 2013–2015 Klaus Baumschlager (SPÖ)
- 2015–2022 Alfred Bernhard (ÖVP)
- 2022 Tanja Waltl (1. Vizebürgermeisterin (ÖVP), interimistisch)
- seit 2022 Günter Gangl (ÖVP)

### Wappen

Wappen der Vorgängergemeinden
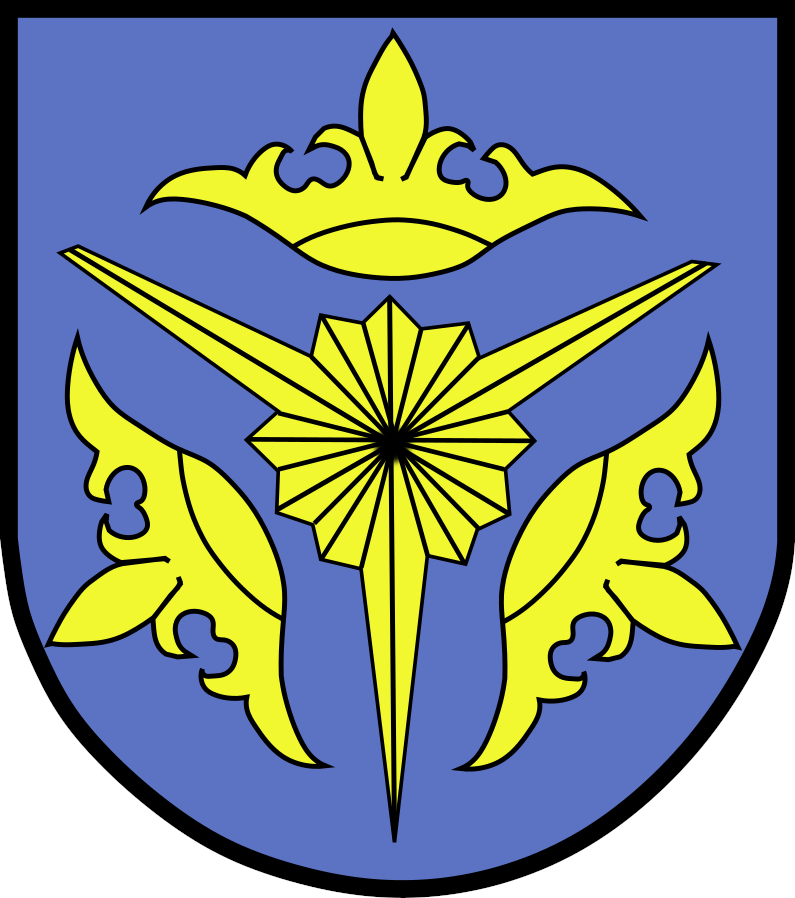
Oppenberg
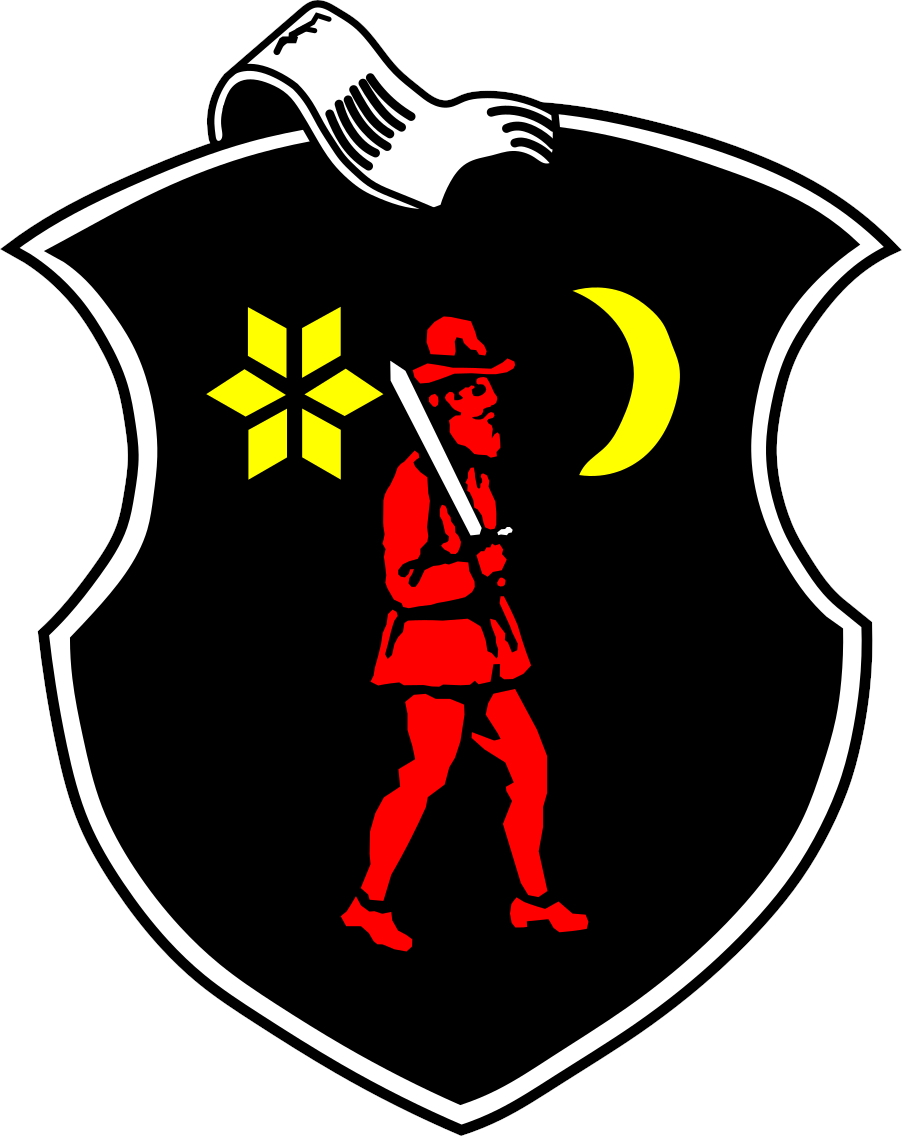
Rottenmann

Als Folge der Gemeindezusammenlegung sind beide Gemeindewappen seit 2015 nicht mehr gültig. Die Neu- bzw. Wiederverleihung des Wappens für die Fusionsgemeinde ist von der Steiermärkischen Landesregierung bisher nicht erfolgt.

## Persönlichkeiten
- Karl Auer (* 1959), Gründer von Auer PR und Vorsitzender des Vereins „Global Family Charity Resort“
- Josef Horn (* 1947), Politiker und Nationalratsabgeordneter
- Günter Bauknecht (* 1935), Unternehmer (Sohn von Gottlob Bauknecht)
- Christian Feichtinger (* 1948), Leiter des Büros der Europäischen Weltraumorganisation (ESA) in Moskau
- Anita Fleckl (* 1967), Politikerin der SPÖ, Abgeordnete zum Nationalrat (2002–2008)
- Friedrich Karl Flick (1927–2006), Unternehmer und Milliardär deutscher Herkunft, Wohnsitz in Rottenmann – in der Strechen
- Ingrid Flick (* 1959), Milliardärswitwe, geboren in Bad St. Leonhard im Lavanttal, wohnhaft in Auen am Wörthersee, Kärnten
- Gerda Geretschläger (* 1946), Textil-Künstlerin
- Peter Gruber (* 1955), österreichischer Schriftsteller
- Lukas Hasler (* 1996), Organist
- Siegfried S. Hecker (* 1943), Direktor des Los Alamos National Laboratory 1986–1997, bis 1956 aufgewachsen in Rottenmann
- Max Hinsche (1896–1939), deutscher Präparator, Trapper, Naturwissenschaftler und Schriftsteller, verstorben und beigesetzt in Rottenmann
- Ernst E. P. Hochsteger (* 1947), Unternehmer und Vorsitzender des UZR-Fördervereins
- Rudolf Horn (* 1954), Skilangläufer und Biathlet
- Julian Hussauf (* 2006), Fußballspieler
- Bernhard Hüttenegger (* 1948), österreichischer Schriftsteller
- Bert Isatitsch (1911–1994), österreichischer Sportfunktionär
- Anton Kesselbacher (* 1964), Triathlon-Trainer
- David Komatz (* 1991), Biathlet
- Damjan Kovacevic (* 2004), Fußballspieler
- Franz Krahberger (* 1949), Autor und Gründer von Electronic Journal Literatur Primär
- Adolf Kräutl (1928–1994), Gewerkschaftssekretär, Mitglied des Bundesrates und Abgeordneter zum Nationalrat.
- Ildefons Lidl, katholischer Geistlicher und Autor im ausgehenden 18. Jahrhundert.
- Meinhard Lesjak (* 1948), Gründer der BauPilz-Gruppe
- Rudolf Marchner (1893–1980), Politiker der SPÖ, Abgeordneter zum Nationalrat 1945–1959
- Edward J. Oleschak (* 1959), Film-Produzent in Hollywood, Los Angeles
- Anton Neußl (1892–1965), geboren in Rottenmann, österreichischer Maler und Grafiker
- Michael Ostrowski (* 1973), österreichischer Schauspieler
- Ewald Persch (* 1964), Politiker der SPÖ, Abgeordneter zum Steiermärkischen Landtag seit 2005
- Marion Pichler (* 1983), Gründerin des Hilfsprojektes „Spring of Hopes“ in Süd-Indien
- Brunhilde Plank (1956–2001), Politikerin der SPÖ, Abgeordnete zum Nationalrat 1999–2001
- Hans Sigl (* 1969), Schauspieler (u. a. SOKO Kitzbühel, Der Bergdoktor), Tänzer, Sänger
- Gabriel Strobl (1846–1925), Priester des Stiftes Admont und Entomologe
- Hans Sünkel (* 1948), Rektor der technischen Universität Graz
- Tamara Tippler (* 1991), Skirennläuferin
- Rudolf Tyrolt (1848–1929), Burgschauspieler
- Gerhard Urain (* 1972), Langläufer
- Ulla Waldhuber (* 1989), Biathletin
- Paul Weiland (1949–2015), evangelisch-lutherischer Theologe
- Hans-Peter Weingand (* 1964), Autor und Empfänger der Auszeichnung G.A.L.A. 2008
- Johann Wöhr (1842–1896), Domherr in Graz, unter dem Pseudonym Hans Wiesing Schriftsteller